# Germán Alegre
Julio Germán Alegre, conocido como Germán Alegre, (La Plata, 29 de septiembre de 1979-City Bell, 8 de octubre de 2023) fue un abogado, profesor universitario y juez argentino integrante de la Procuración del Ministerio Público de la Provincia de Buenos Aires, y una personalidad reconocida cultural y socialmente en la Ciudad de La Plata.

## Trayectoria y semblanza
Estudió abogacía en la Universidad Nacional de La Plata, llegó a desempeñarse como Juez en el Tribunal en lo Criminal Número 4 del Departamento Judicial de La Plata entre 2013 y 2018, e integraba la Relatoría Penal de la Secretaría de Política Criminal, Coordinación Fiscal e Instrucción Penal de la Procuración General de la Provincia de Buenos Aires. Fue profesor de Derecho Penal en la Universidad Nacional de La Plata, Universidad de Buenos Aires, Universidad Católica de La Plata y la Universidad Austral. En relación con su especialidad académica, publicó trabajos, un libro titulado "Legítima defensa, aportes a la práctica" en carácter de editor, y el libro "Narcomenudeo. Herramientas para una consideración jurídico-penal del fenómeno" en carácter de coautor.
Tenía tres hijos. Su padre fue el reconocido dirigente y expresidente del Club Estudiantes de La Plata Julio Santiago Alegre.

## Actividad cultural
Germán Alegre cofundó con su hermana, María Alegre, el proyecto cultural, librería y café literario Liberto, que estaba situado en la esquina de las calles 14C y 472 de la localidad de City Bell, municipio de La Plata, en el año 2018. A partir del aislamiento preventivo producto de la pandemia de COVID 19, la librería cerró su espacio físico y continuó de modo virtual. La iniciativa Liberto asoció a especialistas e interesados en la literatura, el cine, las artes plásticas y la música. Entre ellos se pueden contar encuentros semanales de análisis literario llamados "Textos compartidos", liderado por Germán Alegre y Gonzalo Mateo, desarrollados en la Galería de Arte Depuramadre, y virtualmente durante el período de aislamiento por la pandemia de COVID19. El ciclo de cine denominado "Cine caminante", organizado por Germán Alegre y Agustín Vazzano, semanal por videoconferencia.Luego de la apertura posterior al aislamiento, se sucedieron reuniones con múltiples expresiones culturales en la Galería Depuramadre y otros sitios.Desde 2022 depositan en cafés y lugares tranquilos de la región cajas con libros de Liberto, con cuentos cortos y contenidos específicos para cada lugar.
Como personalidad de la cultura local, fue convocado a aportar su visión sobre la literatura en la Universidad Católica de La Plata.